# Бетані (Іллінойс)
Бетані (англ. Bethany) — селище (англ. village) в США, в окрузі Мултрі штату Іллінойс. Населення — 1255 осіб (2020).

## Географія
Бетані розташоване за координатами 39°38′39″ пн. ш. 88°44′27″ зх. д. / 39.64417° пн. ш. 88.74083° зх. д. (39.644185, -88.740882).  За даними Бюро перепису населення США в 2010 році селище мало площу 2,51 км², з яких 2,50 км² — суходіл та 0,01 км² — водойми.

## Демографія
Згідно з переписом 2010 року, у селищі мешкали 1352 особи в 556 домогосподарствах у складі 393 родин. Густота населення становила 539 осіб/км².  Було 590 помешкань (235/км²).
Расовий склад населення:
| - 98,2 % — білих - 0,2 % — чорних або афроамериканців - 0,1 % — корінних американців |

До двох чи більше рас належало 0,6 %. Частка іспаномовних становила 1,8 % від усіх жителів.
За віковим діапазоном населення розподілялося таким чином: 25,2 % — особи молодші 18 років, 57,7 % — особи у віці 18—64 років, 17,1 % — особи у віці 65 років та старші. Медіана віку мешканця становила 39,9 року. На 100 осіб жіночої статі у селищі припадало 92,9 чоловіків;  на 100 жінок у віці від 18 років та старших — 91,5 чоловіків також старших 18 років.
Середній дохід на одне домашнє господарство  становив 54 905 доларів США (медіана — 40 481), а середній дохід на одну сім'ю — 66 870 доларів (медіана — 52 125). Медіана доходів становила 45 875 доларів для чоловіків та 30 234 долари для жінок. За межею бідності перебувало 10,9 % осіб, у тому числі 17,8 % дітей у віці до 18 років та 3,0 % осіб у віці 65 років та старших.
Цивільне працевлаштоване населення становило 647 осіб. Основні галузі зайнятості: освіта, охорона здоров'я та соціальна допомога — 26,9 %, виробництво — 16,5 %, транспорт — 10,7 %, будівництво — 8,3 %.